# Entrepôt grande hauteur automatisé
Un Entrepôt Grande Hauteur Automatisé (plus souvent appelé EGHA) est un magasin de stockage s’élevant entre 23 et 45 mètres de haut, par opposition aux 12 mètres de hauteur des entrepôts dits « conventionnels » (correspondant à la hauteur maximale atteinte par un chariot élévateur). A ces hauteurs, le dépôt des charges ne peut plus s’effectuer de manière conventionnelle et est donc réalisé à l’aide d’un dispositif automatisé appelé transstockeur. Un entrepôt grande hauteur est donc nécessairement un magasin robotisé, où les tâches effectuées sont totalement ou partiellement automatiques. Il est entièrement destiné au stockage et peut être couplé avec un bâtiment de taille plus classique permettant la réception, la préparation des commandes ainsi que l’expédition.

## Histoire
Les Entrepôts Grande Hauteur Automatisés existent depuis les années 1990,.
La logistique a connu un tournant dans les années 1980, s’étant largement développée avec l’arrivée de la grande distribution. Elle permet désormais aux entreprises d’augmenter leurs marges. Les premiers outils informatiques émergent et participent au développement de la logistique (les codes-barres sont adoptés en Europe dans les années 1980). Les temps de livraison à cette époque atteignent les 48h.
Dans les années 1990, les entrepôts s’élèvent, les stocks se densifient. Avec l’arrivée d’Internet nait également le commerce en ligne, qui entraîne une nette complexification des préparations de commandes dans les entrepôts.
En Allemagne, en raison d’un coût foncier élevé, la solution de densification du stockage par rapport à son extension sur une plus grande surface a rapidement séduit industriels et logisticiens. La hauteur moyenne d’un Entrepôt Grande Hauteur Automatisé est aux alentours de 25m. Cette solution présente de nombreux avantages économiques et écologiques.

## Description
Dans le cas d’un stockage de palettes, la densification consiste à ajouter de nombreux niveaux de rayonnage les uns au-dessus des autres. Cela représente jusqu’à 20 niveaux de palettes empilées, au lieu des 5 niveaux d’un entrepôt conventionnel.
Ces palettes sont déposées et extraites par un transstockeur, dont il existe plusieurs types et variations. Ce dispositif automatisé pesant jusqu’à 27 tonnes peut se déplacer à 25 km/h le long d’allées longues de 100 mètres et hautes de 40 mètres.
La cellule grande hauteur est ainsi divisée en plusieurs allées, dont chacune comporte généralement son propre transstockeur. Dans certains cas, un même transstockeur peut effectuer un changement d’allée. Le transstockeur est capable, lors d'un même mouvement, de prendre une palette issue d’un réseau de convoyage, de la positionner à l’emplacement indiqué par le WMS (Warehouse management system), puis de revenir à son emplacement de départ avec une autre palette extraite du stock.
Certaines technologies de transstockeurs peuvent parfois manipuler deux palettes en même temps. De même, les rayonnages peuvent être à simple ou double profondeur. Toutes ces considérations sont à prendre en compte lors du dimensionnement d’une installation.
Il n’y a pas de personnel dans une cellule grande hauteur, hors opération de maintenance. Il n’est donc généralement pas nécessaire de chauffer ou d’éclairer ces espaces, ce qui représente un gain économique et écologique non négligeable,.

## Construction
Un Entrepôt Grande Hauteur Automatisé consiste en une cellule de stockage pouvant atteindre 45 mètres de hauteur sous plafond. Cette cellule peut être construite de manière conventionnelle, c’est-à-dire avec un bâtiment « enveloppe » indépendant des équipements qu’il contient, ou alors comme un bâtiment autoportant, ce qui est généralement le cas pour les hauteurs les plus importantes. Dans un bâtiment autoportant, les rayonnages de l’installation supportent la charge du bardage et de la couverture du toit. La construction de l’entrepôt ne peut alors pas être séparée de l’installation des équipements intérieurs, et doit donc faire l’objet d’un planning coordonné de réalisation entre les différents corps d’état.

## Impact environnemental
Les Entrepôts Grande Hauteur Automatisés représentent une alternative intéressante d’un point de vue environnemental.
En effet, puisque la cellule peut s’élever jusqu’à 45 mètres de hauteur, à capacité de stockage égale, la surface au sol peut être nettement réduite comparativement à une structure plus basse. De plus, les allées et les espaces vides sont restreints au strict minimum, puisqu’il n’y a pas d’opérateurs dans ces cellules. On gagne également beaucoup d’espace. Sur certains projets, l’artificialisation des sols est ainsi diminuée d’un facteur 4.
| Quantité de palettes stockées : | Quantité de palettes stockées : | 10 000             |
| Hauteur bâtiment                | Type                            | Surface nécessaire |
| 12 m                            | Conventionnel                   | 10 400 m²          |
| 23 m                            | EGHA                            | 3 100 m²           |
| 35 m                            | EGHA                            | 1 900 m²           |
| 45 m                            | EGHA                            | 1 400 m²           |

La densification permet également de réduire le nombre de mouvements de charges et leur durée, ce qui rend les opérations particulièrement efficaces.

## Impact économique
A condition que les paramètres logistiques du stock soient compatibles avec la grande hauteur, le coût d’exploitation d’un Entrepôt Grande Hauteur Automatisé est plus faible que l’alternative conventionnelle, en raison de l’emprise foncière réduite et de l’absence de personnel. Dans la plupart des cas, l’investissement initial est en revanche plus élevé. Le retour sur investissement d’un tel projet peut être atteint au bout de 5 ans environ, au lieu d’une dizaine d’années pour un entrepôt conventionnel de même envergure.
Les performances des équipements automatisés permettent une meilleure rentabilité de l’entrepôt. Les transtockeurs sont capables de déposer et de retirer jusqu’à 50 palettes par heure. Grâce au pilotage informatisé de l’installation, les opérations sont fiables, plus rapides et plus précises. Le risque d’accident pour les opérateurs est nul. Enfin, l’inventaire est rendu inutile, car le stock, physiquement inaccessible aux humains, est consigné en temps réel dans le système informatique.

## Fongibilité
La conception d’un Entrepôt Grande Hauteur Automatisé permet d’inclure une certaine fongibilité (ou transformabilité) des systèmes. La disposition des rayonnages peut être modifiée et s’adapter à un nouveau flux logistique. Le fait que l’ensemble des opérations soit supervisé par un système informatique WMS laisse par ailleurs beaucoup de liberté et une grande flexibilité dans le fonctionnement de l’installation.

## Contraintes de la construction
De nombreuses contraintes normatives entourent la construction des Entrepôts Grande Hauteur Automatisés dans le Droit français.
Lorsque la construction est supérieure à 23 mètres et que la structure est autoportante, le maître d’ouvrage doit pouvoir démontrer que la ruine des structures s’effectuera vers l’intérieur, c’est-à-dire que l’entrepôt ne s’effondrera pas sur d’éventuels bâtiments voisins. Cette exigence est vérifiée par la Direction régionale de l'Environnement, de l'Aménagement et du Logement dont dépend le site.
De plus, étant donné leur envergure, les Entrepôts Grande Hauteur Automatisés ne peuvent pas satisfaire la Règle R15 (résistance au feu de 15 min) imposée aux bâtiments logistiques conventionnels. Des mesures compensatoires sont alors nécessaires pour démontrer la sécurité incendie de l’édifice au Service départemental d'incendie et de secours. Il s’agit de prouver que, quel que soit le départ de feu et la localisation d’un éventuel agent de maintenance, ce dernier disposera d’assez de temps pour évacuer la cellule avant qu’elle ne s’effondre. Des dispositifs spécifiques sont donc à mettre en œuvre pour faciliter l’évacuation, la détection ou l’extinction de l’incendie.
En raison de la hauteur et de la densité du stock, le sprinklage d’une telle cellule est particulièrement complexe. Une couche en toiture étant insuffisante, il faut installer des nappes de sprinklage sur de nombreux niveaux de la cellule. La mise en place de ce sprinklage parallèlement à la construction est une contrainte délicate et importante. Le sprinklage s’accompagne potentiellement d’autres dispositifs de détection et/ou d’extinction d’incendie, par exemple au niveau des moteurs et armoires électriques.
A ce jour, aucun incendie d’Entrepôt Grande Hauteur Automatisé n’est à déplorer en Europe.